# ۲ ند ترکمنوو
۲ ند ترکمنوو (به لاتین: 2nd Turkmenevo) یک منطقهٔ مسکونی در روسیه است که در باشقیرستان واقع شده‌است.